# 李光昆
李 光昆（リ・グァンゴン、朝鮮語: 리광곤）は、朝鮮民主主義人民共和国の政治家。朝鮮民主主義人民共和国中央銀行総裁、最高人民会議代議員を歴任した。

## 経歴
出生地や生年月日は不明。2008年に朝鮮民主主義人民共和国中央銀行総裁に任命された。2009年3月9日に最高人民会議第12期代議員に選出され、4月9日に開催された最高人民会議第12期第1回会議で中央銀行総裁に再任された。2012年3月に中央銀行総裁を解任された。

## 参考サイト
- 북한정보포털

| 先代金完洙 | 朝鮮民主主義人民共和国中央銀行総裁2008年 - 2012年 | 次代白龍天 |